# Tractat de Dresden (1699)
|  | Per a altres significats, vegeu «Tractat de Dresden». |

El Tractat de Dresden és el pacte, tancat el 14 de setembre de 1699, en el qual August II de Polònia s'alià amb Frederic IV de Dinamarca, dins la dinàmica prèvia a la Gran Guerra del Nord.